# Tram-Train van Lyon

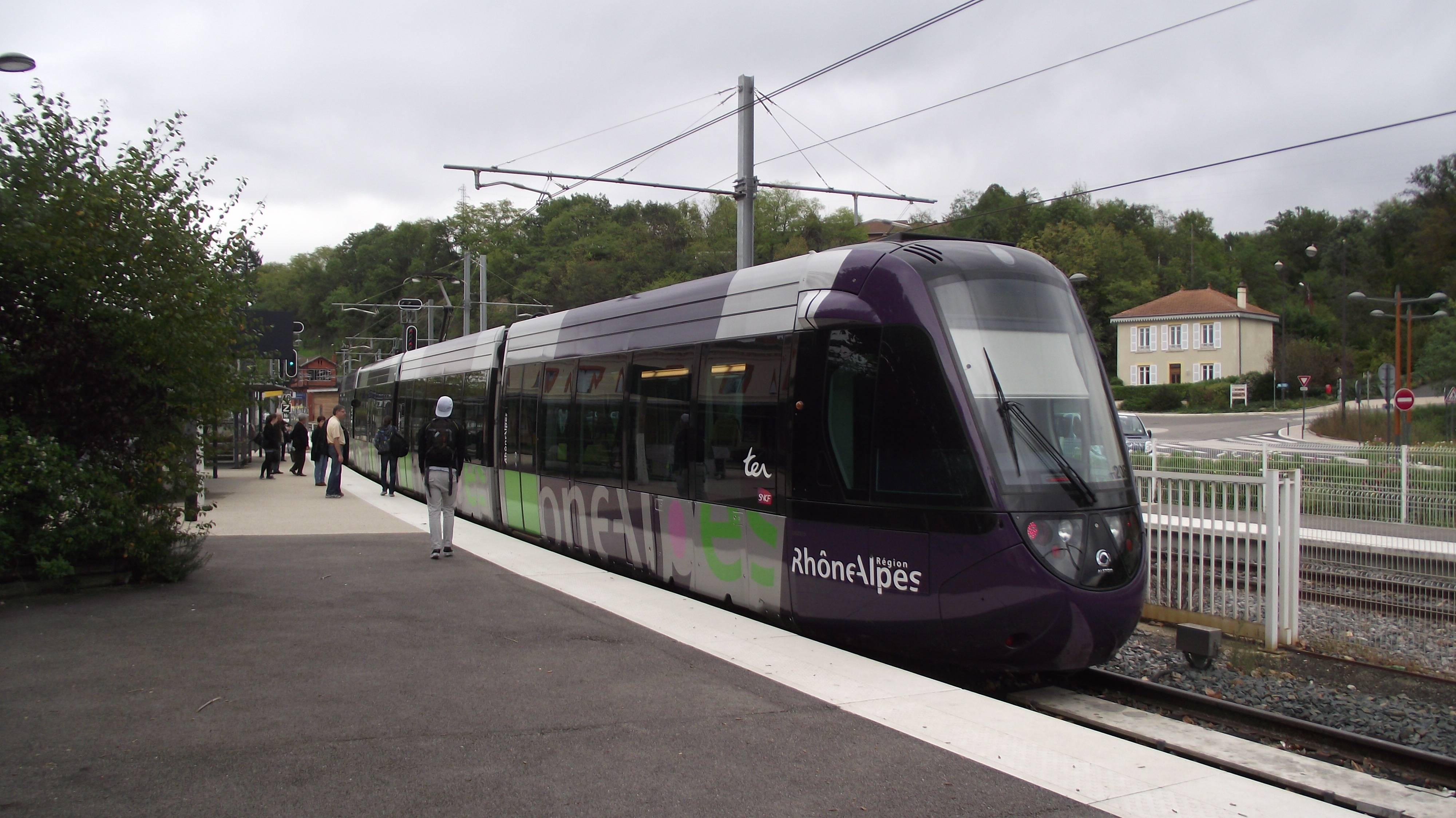
De Tram-Train in l'Arbresle

De Tram-Train van Lyon is een voorstadsspoornetwerk, gereden met tramtreinen, dat Lyon (station Saint-Paul) verbindt met Brignais, L'Arbresle, Sain-Bel en Lozanne. Het netwerk wordt geëxploiteerd door TER Rhône-Alpes met Citadis Dualis trams. 
De naam "tram-train" is voorlopig niet correct, aangezien deze voertuigen niet het tramnetwerk van Lyon opgaan. Daarom valt het technisch beter te omschrijven als lighttrain. 

## Geschiedenis

### Omvorming van trein- naar lighttrainnetwerk
Er reden op deze voorstadsspoorlijnen alleen lokale treinen die niet doorreden op andere spoorlijnen. Alleen in Lozanne en L'Arbresle zijn er aansluitingen op het landelijke spoorwegnet. Tevens is er een spooraansluiting naar Vaise, maar deze wordt enkel gebruikt voor stelplaatsritten naar de stelplaats in Vaise voor motorrijtuigen.
De lijnen zijn omgebouwd, geëlektrificeerd en herelektrificeerd voor de exploitatie.met tramtreinen.
Op de lijn naar Sain-Bel zijn sinds september 2012 sommige motorrijtuigen vervangen door trams.
In december 2012 is de lijn naar Sain-Bel, alsmede de lijn naar Brignais helemaal in dienst genomen.

### Doelen van het project
De doelen van het project waren:

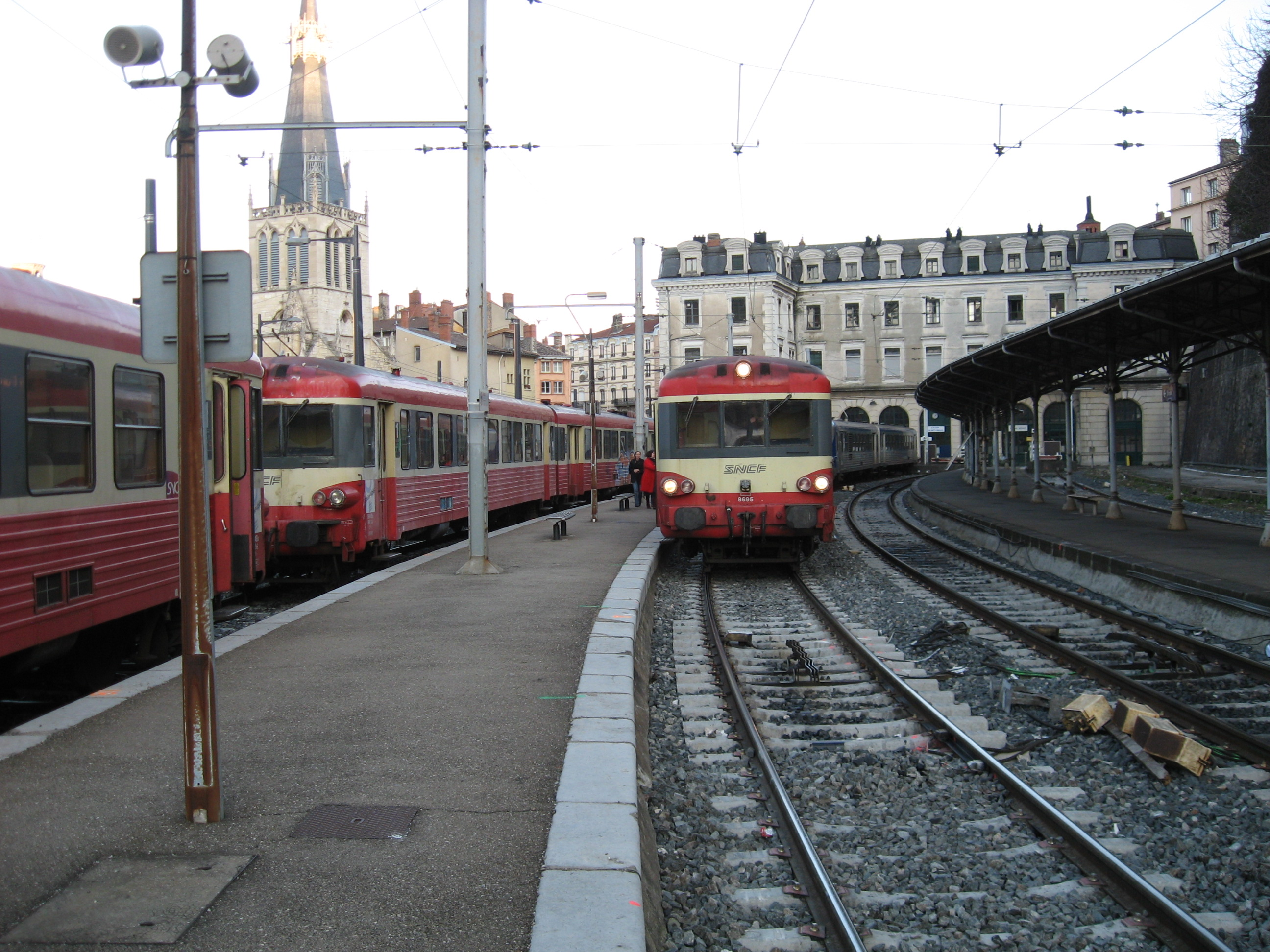
Station Lyon-Saint-Paul

- Zorgen voor een betere een betrouwbaardere dienstregeling
- Het gebruik van nieuw, aantrekkelijk materieel dat geschikt is voor trein en tramsporen
- Het gebruik van een klokvaste dienstregeling, met extra treinen
- Een betere bereikbaarheid van de 20 gerenoveerde stations die langs het tracé liggen, en de aanleg van twee nieuwe stations
- Een vermindering van de reistijd
- Een vernieuwing van de infrastructuur

De dienstregeling zorgt voor het afschaffen van 115 dagelijkse TER treinen die gebruikt werden door 6.500 reizigers (waarvan 70% op de tak naar Sain-Bel), waarvan: 
- 54% schoolleerlingen
- 42% woon-werk verkeer

Gepland werd dat het aantal reizigers in 2012 verdubbeld zou zijn, met 13.200 reizigers per dag vervoerd door 180 trams per dag.

## Lijnen

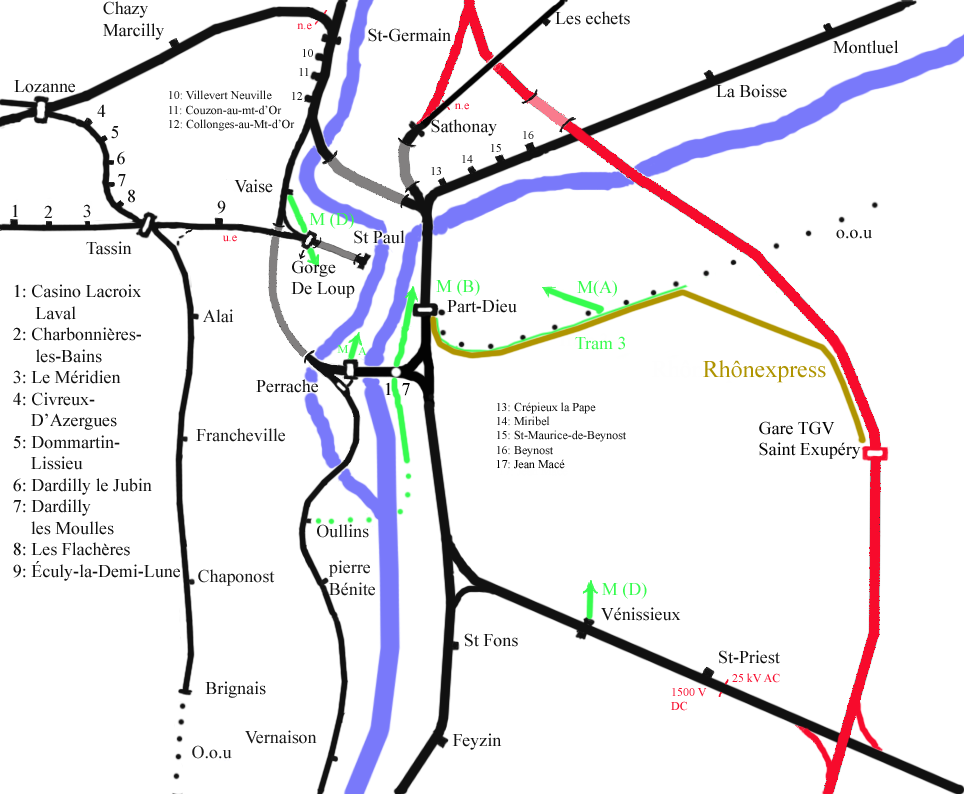
De spoorlijnen in en rond Lyon

Het project omvat tramtreinexploitatie op de volgende verbindingen:
- Lyon-Saint-Paul - Lyon-Gorge-de-Loup - Écully-la-Demi-Lune - Tassin - Méridien - Charbonnieres-les-Bains - Casino-Lacroix-Laval - La Tour-de-Salvagny - Lentilly - Charpenay - Lentilly - Fleurieux-sur-l'Arbresle - L'Arbresle - Sain-Bel (gestart in september 2012)
- Lyon-Saint-Paul - Brignais (start december 2012). Bij Tassin is een krappe boog aangelegd waarmee Tram-Train treinen de spoorlijn naar Brignais rechtstreeks vanuit Lyon kunnen bereiken zonder te keren in Tassin. Deze lijn zou op langere termijn verlengd kunnen worden naar Givors op de in onbruik geraakte goederenspoorlijn. In Givors kan dan aansluiting gegeven worden op de hoofdlijn Lyon - Saint-Étienne. De start van deze verbinding kende een vertraging van een paar maanden, en vond uiteindelijk plaats in december 2012.

Te L'Arbresle is een speciaal opstelterrein met werkplaats aangelegd voor het onderhoud en het opstellen van het materieel.

### Toekomstige lijnen
- Een derde lijn, naar Dardilly en Lozanne is voor onbepaalde tijd uitgesteld. Ondertussen rijdt er tussen Tassin en Lozanne een aansluitende pendeldienst dieseltreinstellen.

Een plan tot het verlengen van de lijnen naar station Lyon Part-Dieu is in studie, waardoor het project een echt tramtrein project zou worden (trein-modus buiten de steden, tram-modus in de stad). Echter, de beperkte beschikbare ruimte op straatniveau maakt dit project moeilijk uit te voeren, en de kosten voor een ondergronds tracé zijn onbetaalbaar. Ondertussen zijn er vele andere investeringen in het OV van de stad en heeft dit een lage prioriteit.

## Dienstregeling
De frequenties verschillen per lijn:
- Op de lijn Lyon - Saint-Bel rijdt doordeweeks en op zaterdag overdag ten minste ieder uur een tram, met in de spitsuren veel extra diensten, oplopend tot een kwartiersdienst in de spitsrichting. Op zondag is de dienst veel dunner, met hooguit iedere twee uur een tram. Niet alle ritten rijden tot Sain-Bel, de meeste trams rijden tot L'Arbresle.
- Op de lijn Lyon - Brignais rijdt van maandag tot en met zaterdag ieder uur een tram, in de spitsuren aangevuld tot een halfuurdienst. Op zondag rijden slechts een beperkt aantal trams per dag.